# محمد بن إسماعيل الصنعاني
محمد بن إسماعيل الصنعاني (1099 هـ - 1182 هـ / 1687 - 1768) مؤرخ وشاعر ومصنف من أهل صنعاء. هو أحد أئمة اليمن المتأخرين، والذين يعدون من المجتهدين القلائل المتحررين المتبعين للدليل من الكتاب والسنة جنبا إلى صالح المقبلي والحسن الجلال والشوكاني. وُلد بمدينة كحلان قرب صنعاء. ثم انتقل إلى صنعاء وله إحدى عشرة سنة فنشأ بها. له مصنفات كثيرة، بلغت نحو مائة مصنَّف. منها: سبل السلام شرح بلوغ المرام من أدلة الأحكام لابن حجر العسقلاني، وتوضيح الأفكار شرح تنقيح الأنظار، واليواقيت في المواقيت؛ شرح الجامع الصغير للسيوطي، وإرشاد النقاد إلى تيسير الاجتهاد، والروض النضير. مات بصنعاء.

## نشأته
ولد محمد بن إسماعيل بمدينة كحلان، ثم انتقل مع والده إلى مدينة صنعاء سنة 1107 هـ، وقد أتم الصنعاني حفظ القرآن بعد دخوله صنعاء.

ترجم له الشوكاني في البدر الطالع فقال: 
أقام الصنعاني بصنعاء ومات فيها، ولم يخرج منها إلا لتلقى العلم على يد المشايخ، أو للابتعاد عن السلطة الحاكمة في صنعاء، ومكنه في نهاية الأمر استقر بها حتى وفاته.

## مسيرته العلمية
رحل إلى أرض الحرمين ليؤدي مناسك الحج، ويلتقي بالعلماء والمحققين ويأخذ العلم عنهم، ولقد حج أربع مرات، وفي كل مرة كان يلتقي بالمشايخ ويأخذ منهم العلم ويلازمهم.

### محنته مع السلطة والعامة
عمل بالأدلة ونفر عن التقليد وزيف ما لا دليل عليه من الآراء الفقهية وجرت له مع أهل عصره خطوب ومحن. ومنها في أيام المتوكل على الله القاسم بن الحسين ثم في أيام ولده الإمام المنصور بالله الحسين بن القاسم، ثم في أيام ولده الإمام المهدي العباس بن الحسين وتجمع العوام لقتله مرة بعد أخرى. ولقد ولاه الإمام المنصور بالله الخطابة في جامع صنعاء فاستمر كذلك إلى أيام ولده الإمام المهدي. وأتفق أنه في بعض الجمع لم يذكر الأئمة الذين جرت العادة بذكرهم في الخطبة الأخرى فثار عليه جماعة من آل الإمام وعضدهم جماعة من العوام وتواعدوا فيما بينهم على قتله في المنبر يوم الجمعة المقبلة. وكان من أعظم المحشدين لذلك يوسف العجمي الإمامي القادم في أيام الإمام المنصور بالله والمدرس بحضرته، فبلغ الإمام المهدي ما قد وقع التواطؤ عليه فأرسل لجماعة من أكابر آل الإمام وسجنهم وأرسل لصاحب الترجمة أيضا وسجنه، وأمر من يطرد السيد يوسف المذكور حتى يخرجه من الديار اليمنية فسكنت عند ذلك الفتنة وبقي الصنعاني نحو شهرين ثم خرج من السجن وولى الخطابة غيره وأستمر ناشرا للعلم تدريسا وإفتاء وتصنيفا وما زال في محن من أهل عصره. ولقد كانت العامة ترميهِ بالنصب مستدلين على ذلك لأنه كان عاكفا على الأمهات وسائر كتب الحديث عاملاً بما فيها ومن صنع هذا الصنع رمته العامة بذلك لا سيما إذا تظاهر بفعل شيء من سنن الصلاة كرفع اليدين وضمهما، ونحو ذلك، فإنهم ينفرون عنه ويعادونه ولا يقيمون له وزناً مع أنهم في جميع هذه الديار منتسبون إلى الإمام زيد بن علي وهو من القائلين بمشروعيةِ الرفع والضم. وكذلك ما زال الأئمة من الزيدية يقرؤون كتب الحديث الأمهات وغيرها منذ خرجت إلى اليمن ونقلوها في مصنفاتهم الأول فالأول لا ينكره إلا جاهل أو متجاهل.

### اهتمامه بالحديث النبوي
ما إن بلغ محمد بن إسماعيل السنوات الأول من العقد الثالث من عمره حتى زادت حماسته في الإبحار في علم الحديث والبحث عن مشائخه المتمكنين فيه، وكان قبل ذلك قد قام بنسخ ( زاد المعاد) و (بهجة العامري)، وكان يرد مجموعة من الأبيات التي تدلل على اهتمامه بعلم الحديث:

## مؤلفاته
للصنعاني مصنفات عدة منها:
- سبل السلام شرح بلوغ المرام اختصره من البدر التمام للمغربي
- منحة الغفار[4] جعلها حاشية على ضوء النهار للحسن بن أحمد الجلال
- العدة جعلها حاشية على شرح العمدة لابن دقيق العيد
- شرح الجامع الصغير للسيوطي في أربعة مجلدات شرحه قبل أن يقف على شرح المناوي
- شرح التنقيح في علوم الحديث للسيد الإمام محمد بن إبراهيم الوزير وسماه التوضيح
- منظومة الكافل [5]لابن مهران في الأصول وشرحها شرحا مفيدا .

وله مصنفات غير هذه وقد أفرد كثيرا من المسائل بالتصنيف بما يكون جميعه في مجلدات. له شعر فصيح منسجم جمعه ولده العلامة عبد الله بن محمد في مجلد وغالبه في المباحث العلمية والتوجع من أبناء عصره والردود عليهم.

## من مؤلفاته
له عدة ملفات متنوعة منها بلغت مائة مصنف:
- تطهير الاعتقاد من أدران الإلحاد
- لفحات الوجد من فعلات أهل نجد
- الروض النادي في سيرة الإمام الهادي[5]
- توضيح الأفكار لمعاني تنقيح الأنظار لصاحب الأصل محمد بن إبراهيم الوزير
- بغية الآمل نظم الكافل في أصول الفقه مخطوطة.[7]
- إجابة السائل شرح بغية الآمل[8] في أصول الفقه.[9]

## وصلات خارجية
- موسوعة_العربية .. الامام محمد بن إسماعيل الصنعاني على يوتيوب.
- البدر الطالع للإمام محمد بن علي الشوكاني
- مصلح اليمن محمد بن إسماعيل الأمير الصنعاني: دراسة حياته وآثاره، عبد الرحمن الطيب الأنصاري، مكتبة أسامة في تعز؛ دار الروائع في دمشق، الطبعة الأولى، 1408هـ/1988م.